# Bibiane Ouédraogo Boni
Bibiane Ouédaogo Boni est une femme politique, experte en développement durable, écrivaine et militante burkinabè.

## Biographie

### Enfance et formation
Bibiane Marie Rose Boni obtient en 1997 un Diplôme d'études approfondies (DEA) en littérature à l'Université d'Abidjan.

### Carrière politique et professionnelle
Bibiane Ouédraogo Boni a exercé la fonction de Ministre de la Promotion de la Femme et du Genre dans le gouvernement burkinabè entre 2014 et 2015,,,. Pendant son mandat, elle a initié et supervisé des programmes visant à améliorer la condition des femmes au Burkina Faso. Parmi ses actions phares figurent l'élaboration du Plan d'Action Opérationnel de la Politique Nationale Genre (PAO/PNG) et la promotion de la loi «061» sur la prévention et la prise en charge des violences faites aux femmes et aux filles,,.

## Publication
- Revirement (roman), 2010[9]

## Distinctions
- Officier de l’ordre national[10]